# 이발로

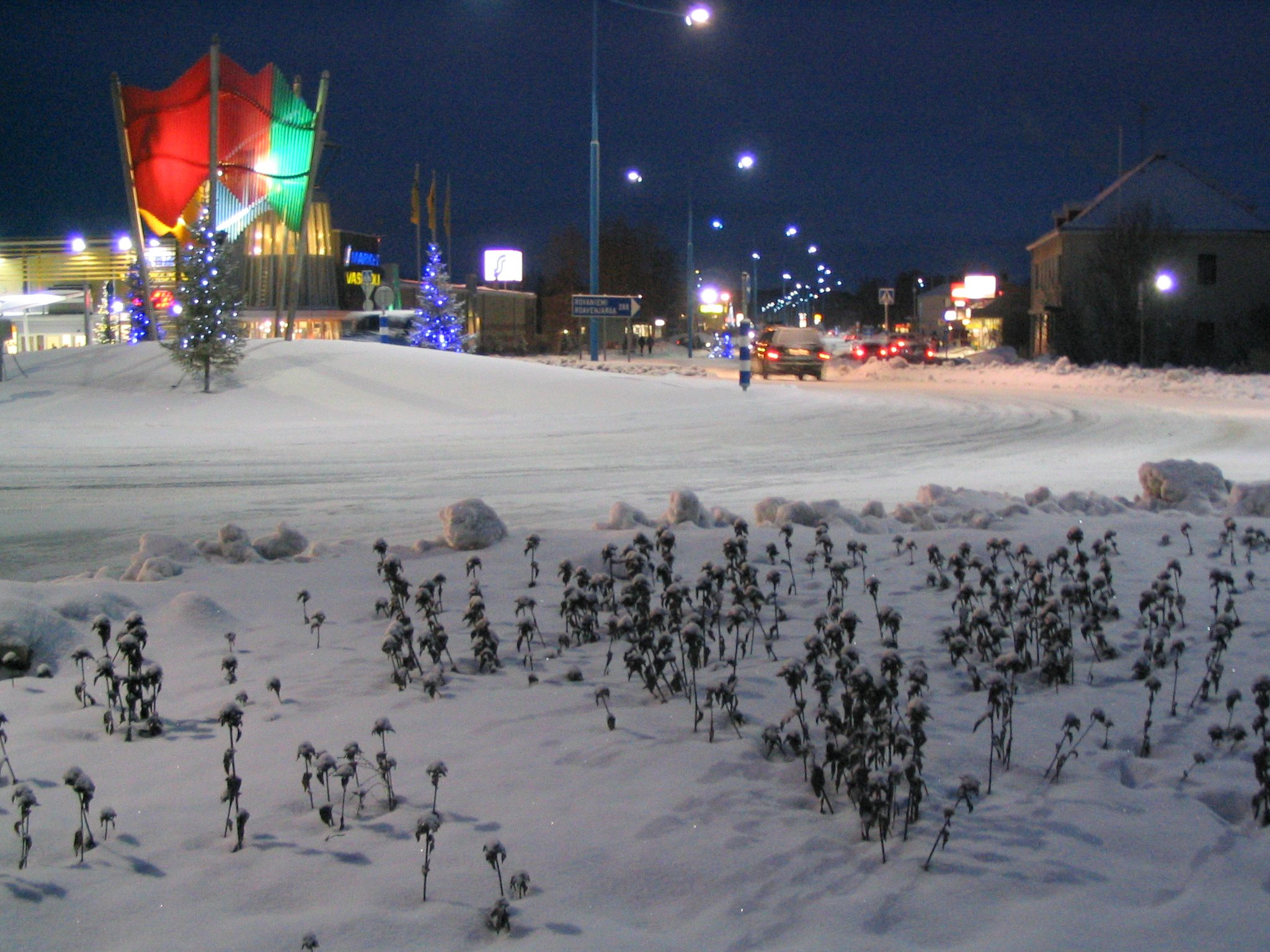
핀란드 국도 4호선에 있는 에움길

이발로(핀란드어: Ivalo, 북부 사미어: Avvil)는 핀란드 라피 지역 이나리에 위치한 마을로, 이나리호에서 남쪽으로 20km 정도 떨어져 있으며 이발로 강과 접한다. 인구는 3,998명(2003년 기준)이며 소규모 공항이 들어서 있다.
남쪽으로 30km 정도 떨어진 지점에는 휴양지로 유명한 사리셀캐(Saariselkä)가 있는데 겨울철에는 겨울 스포츠, 여름철에는 트레킹과 카누, 낚시를 즐기기 위해 많은 관광객이 몰린다.

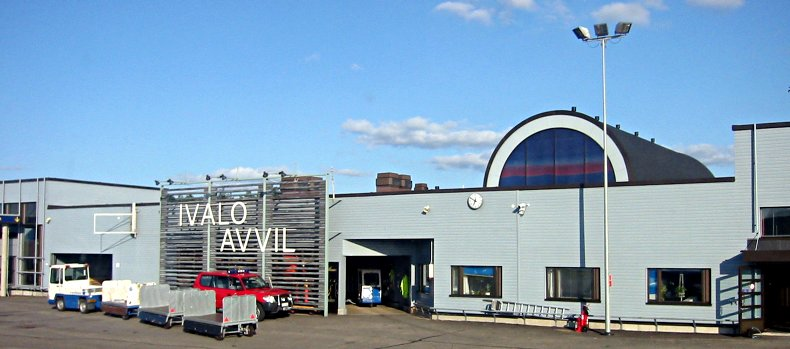
이발로 공항
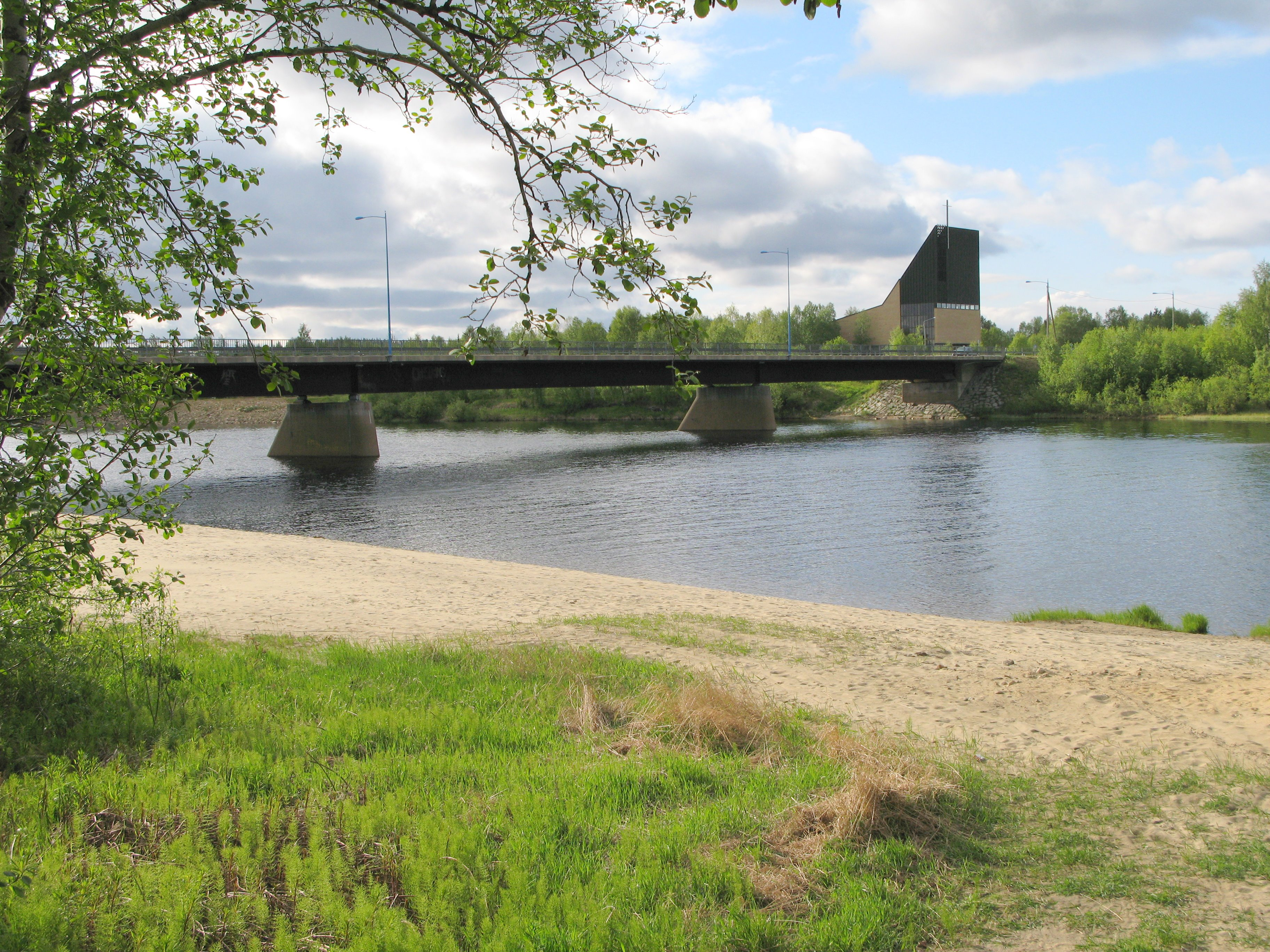
이발로 강